# Батушево
Бату́шево (рос. Батушево, ерз. Ботужвеле) — село у складі Атяшевського району Мордовії, Росія. Входить до складу Атяшевського сільського поселення.

## Населення
Населення — 842 особи (2010; 857 у 2002).
Національний склад (станом на 2002 рік):
- ерзяни — 95 %